# Григорій Апостол
Григорий Апостол  (нар. ? — 1668) — син Дем'яна Апостола. Миргородський полковник, філософ. Народився у Миргороді. Навчався в Київській академії.

## Життєпис
З 1655–1659 викладав філософію у Київському колегіумі, у 1659-1663 роках у Києво-Могилянській академії. У 1664 році Апостол розпочав викладати у Харківських школах. У 1666–1668 роках Миргородський полковник. Помер у 1668 році.
| українська персоналія | Це незавершена стаття про особу, що має стосунок до України. Ви можете допомогти проєкту, виправивши або дописавши її. |